# Puchówka
Puchówka – wieś w Polsce położona w województwie warmińsko-mazurskim, w powiecie oleckim, w gminie Wieliczki.
W latach 1975–1998 miejscowość administracyjnie należała do województwa suwalskiego.

## Historia
Książę Albrecht za pośrednictwem swego starosty, Wawrzyńca von Hallego, nadał 25 października 1565 roku tu Bartkowi Rostkowi dwie włóki z zadaniem założenia wsi czynszowej na 20 włókach. Wcześniejsza nazwa wsi Rostekwolln, Rostey Wolli najpewniej pochodzi od nazwiska zasadźcy Bartka Rostka. Później pojawia się także nazwa Puchowken.
Szkołę jednoklasową utworzono tu na przełomie XVIII i XIX stulecia, otrzymała ona jednakże prawa dopiero w 1849 roku. W 1935 roku zatrudniała jednego nauczyciela, uczęszczało zaś do klas od pierwszej do czwartej 28 dzieci i do klas od piątej do ósmej - 20 dzieci. Nazwę wsi zniemczono w wersji urzędowej w 1929 roku. W 1938 roku na fali hitlerowskiej germanizacji zmieniono na Wiesenfelde. W 1939 roku wieś miała 229 mieszkańców.
Dawniej funkcjonowała nazywana Puchowica (Friedrichsberg), od 19 lutego 1903 roku jako część Puchówki. W 2005 roku zniesiono nazwę Puchownica, Puchówka Leśniczówka oraz Puchówka Gajówka, jako że nie występują.